# Codonanthe uleana
Codonanthe uleana là một loài thực vật có hoa trong họ Tai voi. Loài này được Fritsch, H.Karst. & Schenck mô tả khoa học đầu tiên năm 1905.